# Vaskularnost
Vaskularnost je termin koji u bodybuildingu označava vidljive, istaknute i jako razgranate površinske vene. Koža izgleda tanko zbog ekstremnog smanjenja potkožnog masnog tkiva, što još više ističe izgrađenost mišića.
Vaskularnost je povećana ekstremno niskom tjelesnom masnoćom (obično ispod 10%), niskim zadržavanjem vode, kao i širenjem mišića (osjećaj nakon vježbanja koji se popularno naziva pump), rastezanjem vena, naprezanjem mišića, te potencijalno opasnim Valsalvinim manevrom koji se izvodi prilikom natjecateljskog poziranja. Genetika i androgeni hormoni također utječu na vaskularnost, kao i vanjska temperatura.